# Sotigena notodontoides
Sotigena notodontoides är en fjärilsart som beskrevs av Druce 1890. Sotigena notodontoides ingår i släktet Sotigena och familjen nattflyn. Inga underarter finns listade i Catalogue of Life.